# GD Estoril-Praia (nogomet)
Grupo Desportivo Estoril Praia je športsko društvo iz Estorila, lisabonskog okruga. 
Pored nogometnog, ima i košarkaški odjel. Oba su povremeni sudionici portugalskih prvoligaških natjecanja.

## Vanjske poveznice
- Službene stranice  Arhivirana inačica izvorne stranice od 4. listopada 2017. (Wayback Machine)
- Neslužbene stranice  Arhivirana inačica izvorne stranice od 11. svibnja 2008. (Wayback Machine)